# Большая приводящая мышца
Большая приводящая мышца (лат. Musculus adductor magnus) — мышца медиальной группы мышц бедра.

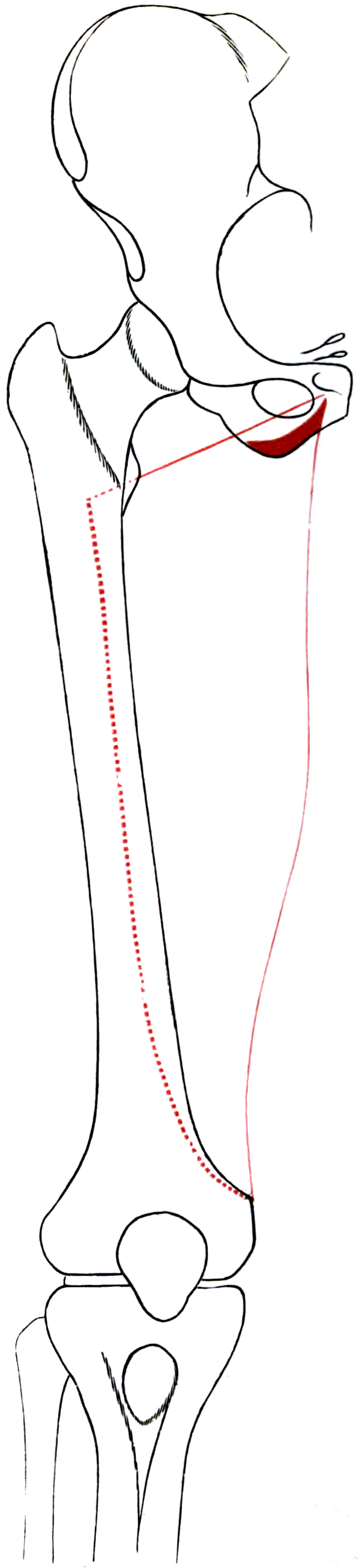
Места прикрепления и проекция правой большой приводящей мышцы

Является самой широкой и наибольшей по сравнению с другими мышцами медиальной группы. Залегает несколько глубже длинной и короткой приводящей мышц, снаружи от тонкой мышцы.
Начинается мощным коротким сухожилием от нижней ветви лобковой и ветви седалищной костей. Мышечные пучки расходясь веерообразно книзу и кнаружи, прикрепляются широким сухожилием на всём протяжении медиальной губы шероховатой линии бедренной кости. Часть дистальных мышечных пучков переходит в тонкое сухожилие, прикрепляющееся к медиальному надмыщелку бедренной кости.

## Функция
Приводит бедро и поворачивает его снаружи, частично участвует в разгибании бедра.